# Sandkullagölen
Sandkullagölen är en sjö i Ödeshögs kommun i Östergötland och ingår i Motala ströms huvudavrinningsområde. Sjön har en area på 0,0905 kvadratkilometer och ligger 164,1 meter över havet.

## Delavrinningsområde
Sandkullagölen ingår i det delavrinningsområde (645362-144304) som SMHI kallar för Inloppet i Fjättmunn. Medelhöjden är 161 meter över havet och ytan är 10,27 kvadratkilometer. Det finns ett avrinningsområde uppströms, och räknas det in blir den ackumulerade arean 59,61 kvadratkilometer. Lillån som avvattnar avrinningsområdet har biflödesordning 3, vilket innebär att vattnet flödar genom totalt 3 vattendrag innan det når havet efter 149 kilometer. Avrinningsområdet består mestadels av skog (79 procent). Avrinningsområdet har 0,09 kvadratkilometer vattenytor vilket ger det en sjöprocent på 0,9 procent.